# Guingan
Guingan är en ort i Guinea.   Den ligger i prefekturen Koundara Prefecture och regionen Boke Region, i den nordvästra delen av landet, 300 km norr om huvudstaden Conakry. Guingan ligger 117 meter över havet och antalet invånare är 14 347.
Terrängen runt Guingan är varierad. Runt Guingan är det ganska glesbefolkat, med 22 invånare per kvadratkilometer. Närmaste större samhälle är Termessé, 18,5 km öster om Guingan. Omgivningarna runt Guingan är huvudsakligen savann.